# Manuel Medina
Manuel Eduardo Medina Mariño (* 14. Juli 1976 in Aragua de Barcelona, Venezuela) ist ein venezolanischer Radrennfahrer.

## Sportliche Laufbahn
Manuel Medina war zum ersten Mal bei der elften Etappe der Vuelta a Venezuela 2002 siegreich, in der Gesamtwertung wurde er Dritter. 2004 gewann er erstmals eine Etappe der Vuelta al Táchira. Bei den Panamerikanischen Meisterschaften 2004 wurde er Fünfter im Straßenrennen. Ein Jahr später sicherte er sich die Gesamtwertung der Vuelta Ciclista Aragua, und er gewann jeweils eine Etappe der Venezuela- und der Kolumbien-Rundfahrt. 2006 war Medina zweimal bei der Vuelta al Tachira erfolgreich und entschied auch die Gesamtwertung für sich. Außerdem wurde er nationaler Meister im Straßenrennen und gewann erneut Etappen bei der Kolumbien- und Venezuela-Rundfahrt sowie beim Clásico Ciclístico Banfoandes. Im Jahr 2007 gewann er zwei Etappen der Vuelta al Tachira und wurde Zweiter der Gesamtwertung.
Nach seiner Dopingsperre im Jahr 2013 kehrte Medina 2015 in den Radsport zurück, ohne jedoch Erfolge zu erringen.

## Doping
2013 wurde Medina wegen Dopings mit GW501516 für zwei Jahre gesperrt.

## Erfolge
2004
- eine Etappe Vuelta al Táchira

2006
- Gesamtwertung und zwei Etappen Vuelta al Táchira
- Venezolanischer Meister – Straßenrennen

2007
- zwei Etappen Vuelta al Táchira
- zwei Etappen Vuelta a Colombia
- eine Etappe Vuelta a Guatemala

2008
- Gesamtwertung und vier Etappen Vuelta al Táchira
- Gesamtwertung UCI America Tour
- Gesamtwertung und eine Etappe Vuelta a Guatemala

2011
- Gesamtwertung und eine Etappe Vuelta al Táchira
- eine Etappe Vuelta a la Independencia Nacional
- eine Etappe Vuelta a Venezuela

2012
- eine Etappe Vuelta al Táchira

2013
- zwei Etappen Vuelta al Táchira